# Svatý Maur (mučedník)
Svatý Maur, též svatý Maur Remešský (latinsky Maurus Remensis; rozmezí 1. až 3. stol.) byl galský světec a mučedník, jehož ostatky jsou uloženy v relikviáři svatého Maura.
Nejstarší zprávu o Maurově životě a zároveň jediný zdroj pro ostatní, pozdější zpracování přináší kanovník remešské katedrály a kronikář Flodoard Remešský ve 4. kapitole 1. knihy díla Historia ecclesiae remensis (česky Dějiny remešského kostela). Maurův příběh klade mezi kapitoly o svatém Sixtu z Remeše († 67) a o svatém Nikáziovi z Remeše († 407). Nejprve do Remeše přichází svatý Timoteus a veřejně káže. Timotea nechá zatknout a mučit římský prefekt Lampadius. Timoteovi i Apolináři, jednomu z jeho mučitelům, se zjeví andělé. Apolinář se obrací na víru a prefekt nechá mučit i jeho. Zatímco jsou oba světci přes noc ve vězení, do Remeše přichází kněz Maur a pokřtí množství lidí. Prefekt nechá zatknout i je a následujícího dne je spolu s Maurem popravit. (Proto se svátek svatého Maura slaví 22. srpna jako svátek „svatého Maura a padesáti mučedníků“, tj. těch, které v Remeši pokřtil a kteří byli zabiti.) Timoteus a Apolinář jsou sťati následující den.
Jelikož Flodoard o samotném životě svatého Maura nepíše mnoho – příběh se týká mnohem více remešských mučedníků Timotea a Apolináře – a neuvádí ani žádnou dataci, klade se období Maurova života do rozmezí 1. a 3. století, kdy dochází k vlnám pronásledování křesťanů římskou administrativou i spontánně. U Flodoarda je navíc matoucí formulace vložená mezi kapitoly o svatém Sixtovi a Maurovi: „Není také prokázáno, že naše Církev měla své otce nebo zakladatele pouze z města Říma, které bylo také vykoupeno mučedníky a posvěceno jejich krví a triumfy za samotného Neronova pronásledování.“ Je totiž nejasné, zda se období Neronova pronásledování, v některých verzích Flodoardova spisu navíc zmiňované jako „římské pronásledování“ (sub ipso Romanae persecutionis articulo), vztahuje též na následující kapitolu o Maurovi. Bollandisté za pravděpodobné období Maurova života považují dobu Marca Aurelia a vylučují mezní doby Neronovu i Diocleciánovu.